# 皮西尼
皮西尼（法語：Pussigny，法語發音：[pysiɲi]）是法国安德尔-卢瓦尔省的一个市镇，属于希农区。

## 地理
皮西尼（46°59'33"N, 0°34'12"E）面积8.48 平方千米，位于法国中央-卢瓦尔河谷大区安德尔-卢瓦尔省，该省份为法国中西部省份，北起萨尔特省、东北接卢瓦-谢尔省，东南接安德尔省，南至维埃纳省，西临曼恩-卢瓦尔省。
与皮西尼接壤的市镇（或旧市镇、城区）包括：昂托尼勒蒂亚克、马里尼马尔芒德、维埃纳河畔波尔、莱索尔姆、皮勒港。

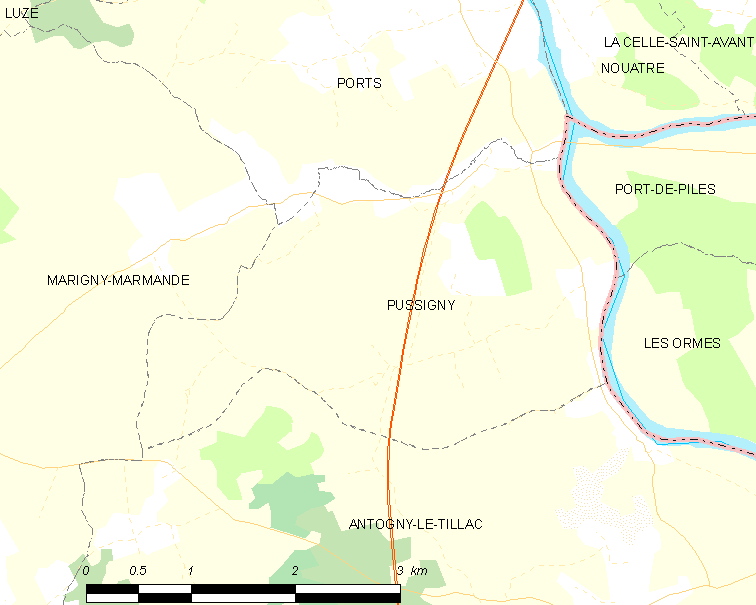
皮西尼的OSM定位图

皮西尼的时区为UTC+01:00、UTC+02:00（夏令时）。

## 行政
皮西尼的邮政编码为37800，INSEE市镇编码为37190。

## 政治
皮西尼所属的省级选区为图赖讷地区圣莫尔县。

## 人口

1962-2008年间皮西尼人口变化图示

皮西尼于2022年1月1日时的人口数量为160人。